# Joussé
Joussé – miejscowość i gmina we Francji, w regionie Nowa Akwitania, w departamencie Vienne.
Według danych na rok 1990 gminę zamieszkiwało 407 osób, a gęstość zaludnienia wynosiła 54 osoby/km² (wśród 1467 gmin regionu Poitou-Charentes, Joussé plasuje się na 620. miejscu pod względem liczby ludności, natomiast pod względem powierzchni na miejscu 965.).